# ルスラン・ポノマリョフ
ルスラン・ポノマリョフ(Ruslan Ponomariov、ウクライナ語: Русла́н Оле́гович Пономарьо́в, Ruslan Olehovych Ponomar'ov、ロシア語: Русла́н Оле́гович Пономарёв1983年10月11日-)は、ウクライナのチェス選手であり、かつての国際チェス連盟の世界チャンピオンである。

## 生い立ち
ポノマリョフは、ウクライナのホルリフカで生まれた。1994年、10歳の時に12歳以下世界選手権で3位に入った。1996年には、ちょうど12歳で18歳以下ヨーロッパ選手権に優勝し、翌年は18歳以下世界選手権に優勝した。1998年、14歳の時にはグランドマスターの称号を獲得し、当時の最年少記録を樹立した。1999年、ウクライナのユースチームに入り、同国のアルテック (クリミア)で行われた16歳以下チェス・オリンピアードで優勝した。

## 2002年チェス世界選手権
2002年、彼は世界チェス選手権決勝で同国のワシリー・イワンチュクを破り、18歳にして国際チェス連盟の世界チャンピオンとなった。これは、初の10代として初めて、最も若い世界チャンピオンであった。
同年、リナレス国際チェストーナメントで、ガルリ・カスパロフに次いで2位に入った。2003年には、イロレーティングで3番目だったものの、タタスチールチェストーナメントでは振るわず、14人中11位だった。また同年のリナレストーナメントでは7人中5位であった。
2003年9月には、1993年から2006年まで2つに分かれていたチェスの世界チャンピオンを再統一するため、ヤルタでポノマリョフとカスパロフが14番勝負を行い、その勝者がウラジーミル・クラムニクとペーター・レコの勝者と続けて試合を行うという計画が立てられた。しかし、ポノマリョフが期限内に契約書に署名できなかったため、この計画は国際チェス連盟によって中止された。
ポノマリョフは、ルスタム・カシムジャノフが2004年の世界選手権で優勝するまで、世界チャンピオンであった。

## 世界選手権後
2003年10月11日の20歳の誕生日に、試合中に携帯電話が鳴ったため、彼は試合を没収された初めての世界チャンピオンとなった。この出来事は、ブルガリアのプロヴディフで行われた、ヨーロッパチームチェス世界選手権の1回戦で、スウェーデンのエフゲニー・アグレストとの対戦中に起こった。
2004年、スペインのカルビアで行われたチェス・オリンピアードの団体戦で金メダルを獲得した。
2005年、ウクライナのオデッサで行われた早指しトーナメントで優勝したが、ロシアのハンティ・マンシースクで行われたチェス・ワールドカップでは決勝でレヴォン・アロニアンに敗れ2位となった。
2006年、モスクワで行われたタル・メモリアルのトーナメントでは、アロニアン、レコと優勝を分け合った。
2009年、スペインのサン・セバスティアンで行われたドノスティア・チェスフェスティバルでは、ヒカル・ナカムラと1位を分けあったが、早指しのタイブレークで2-0で敗れ2位となった。また、ハンティ・マンシースクで行われたチェス・ワールドカップでも決勝でイスラエルのボリス・ゲルファンドに敗れ2位であった。
2010年、ドイツのドルトムントで行われたスパルカッセン・チェスミーティングでは、ベトナムのレー・クアン・リエムに1ポイント差をつけて優勝した。この年の9月には、ハンティ・マンシースクで行われたチェス・ワールドカップの団体戦で金メダルを獲得した。
2011年2月、2010年11月にモスクワで行われた早指しチェスの世界選手権で最下位となってしまった後であったが、ポノマリョフは同じ町で行われた早指しチェスの大会で、シャーリヤル・マメジャロフに次いで2位となった。
2011年6月には、第80回のウクライナチェス選手権で優勝し、パフォーマンス・レーティングは2853に達した。

## オープニングのレパートリー
白番の時のオープニングでは、ポノマリョフはほぼ常に初手でポーンをe4に進め、ルイ・ロペスかシシリアン・ディフェンスのメインラインを指す。黒番を持った時には、相手の初手がe4の時にはシシリアンかルイ・ロペス、d4の時にはクイーンズ・ギャンビット・アクセプテッド、クイーンズ・インディアン・ディフェンス、キングズ・インディアン・ディフェンス等に組む。初期の頃には、ベンコー・ギャンビットやピルツ・ディフェンスも用いたが、2003年頃から使わなくなった。